# 鏈 (海事長度單位)
鏈（意為纜繩長度），是海事慣用的長度單位，定義為十分之一浬、等同於100噚，然而其長度依據標準不同而有變化。此單位是由航海時代時船錨纜繩的長度所演變而來。其長度有數種定義：
- 國際標準：185.2公尺，等同於1⁄10浬。
- 英制：185.32公尺，定義為船錨麻繩的標準長度，也就是101噚[3]，約等於1⁄10浬，由英國海軍所用。
  - 在古代，英國商船隊（英语：Merchant Navy (United Kingdom)）的噚的長度隨時代不同，可能為51⁄2至7英尺（1.7至2.1），因此鏈的長度也可能是169至215.5公尺。
- 美制：219.5公尺，等於720呎、120噚，由美國海軍所用。

## 引用資料
1. ↑  . terms.naer.edu.tw.   [2022-05-05].
2. ↑  Fenna, Donald, , , Oxford: Oxford University Press: 35, 2002  [12 January 2017], ISBN 0-19-860522-6, OCLC 62608533, （原始内容存档于2022-05-05）. Also "fathom" （页面存档备份，存于）, from the same work (pp. 88–89, retrieved 12 January 2017).
3. ↑  , Royal Navy, 2007  [1 February 2011], （原始内容存档于2008-07-07）